# Krienke
Krienke ist ein Ortsteil der Gemeinde Rankwitz am Südende des Lieper Winkels auf der Insel Usedom.

## Geschichte
Krienke wurde unter der slawischen Bezeichnung „Crinisitz“ 1270 erstmals urkundlich erwähnt. Der Name wird als „Schüssel“ gedeutet. In einer Urkunde vom 15. März dieses Jahres tauschten der Camminer Bischof Hermann von Gleichen, in dessen Besitz sich das Dorf befand, es auf Verlangen von Herzog Barnim I. von Pommern-Stettin gemeinsam mit fünf anderen Gemeinden auf Usedom (Suckow, Mellenthin, Balm am Balmer See, Ückeritz und Loddin) gegen Damerow im heute polnischen Westpommern (nahe Naugard), das dem Prämonstratenser-Kloster Grobe bei Usedom (Stadt) gehört hatte; 1309 siedelte dieses nach Pudagla um.
Die überwiegenden Teile des Lieper Winkels waren schon zwei Generationen zuvor unter der Witwe von Barnims Großvater Bogislaw I. an das Kloster Grobe gekommen.
Zwei Adelsgeschlechter sind im Mittelalter dokumentiert. Um 1430 bis weiter in das 16. Jahrhundert ist die Familie von Lepel in Krienke nachgewiesen. 1527 wurde Jürgen von Borcke erster Lehensnehmer seiner Familie auf Krienke. In einem schwedischen Bestandsverzeichnis von 1693 (45 Jahre nach dem  Dreißigjährigen Krieg, in dem ganz Usedom schwedisch wurde) ist ein Herr von Borke als Schlosshauptmann neben fünf Köttern aufgelistet; für diese Familie finden sich in anderen Nachweisen auch die Schreibweisen von Borcken und von Borck. Die von Borcke blieben bis 1945 im Besitz des 760 ha großen Gutes. Letzte Besitzerinnen waren die Geschwister Helene von Borcke und Sigrid von Borcke (1910–1991), verheiratete von Rohr-Haus Demmin. Ihr Ehemann war der bekannte konservative Großgrundbesitzer, der Staatssekretär Hansjoachim von Rohr (1888–1971). Zum Grundbesitz dieses Herrenhauses gehörten auch die Dörfer Suckow und Morgenitz. Der spätere Diplomat Hans-Alard von Rohr verbrachte Zeiten seiner Kindheit in Krienke.
Zwischen 1896 und 1898 wurde die einzige Straße durch den Lieper Winkel gebaut, die heute als Allee noch vorhanden ist und Krienke anbindet. Zuvor war die gesamte Halbinsel nur mit dem Boot vom Achterwasser aus erreichbar. Das ist eine Irrvermutung, denn bereits in dem PUM (Preußisches Urmesstischblatt) von 1835 hat die Halbinsel ein dichtes Netz von Landwegen, zumal Krienke nicht direkt auf der Halbinsel liegt.
Das seit 1835 vorhandene Gutshaus wurde 1920 zweigeschossig ausgebaut. Dieses einfache historische Gutshaus und der Wirtschaftshof sind noch gut erhalten. Der Gutspark wurde vor 1835 als Barockpark angelegt, später aber in einen Landschaftspark umgewandelt. Dieser Park ist nicht mehr erhalten, nur noch vereinzelte Gehölze.
Am 1. Juli 1950 wurde die bis dahin eigenständige Gemeinde Suckow eingegliedert.
Touristische Infrastruktur ist mit Gaststätte und mehreren Ferienunterkünften vorhanden.

## Sehenswürdigkeiten
- Krienker See heißt die südwestlichste, tief eingeschnittene Bucht des Achterwassers, die den Lieper Winkel im Osten abschließt. Mit einem Rundweg für Radfahrer und Wanderer ist das Westufer und die kleinen Dörfer auch von Wassersportlern, die gezielt Wildnis auf Usedom suchen, zu erreichen. Das seichte Wasser ist von einem fast geschlossenen Schilfgürtel umgeben; durch Moor und Gräben sind einige Teile des Ufers kaum zugänglich. Dahinter erstreckt sich ein Waldgebiet, innerhalb dessen der Schwarze Berg mit 12 m Höhe die einzige Erhebung ist. Die kleine Insel „Werder“ im See ist ebenfalls dicht bewaldet. Das Ostufer, das nicht zum Lieper Winkel gehört, ist durch eine kleine Ferienkolonie am ehemaligen Rittergut Dewichow leichter erreichbar. 1 km weiter nördlich mündet der offene Krienker See in das Achterwasser und grenzt an das Naturschutzgebiet der Halbinsel Cosim (Übergang zum Balmer See).

- Bronzezeitliches Hügelgrab - Ca. 1 km südlich von Krienke auf halber Strecke an der Hauptstraße nach Suckow (dort beschrieben).

## Söhne und Töchter des Ortes
- Georg Friedrich (v.) Borcke (1611–1660), Richter am Obertribunal Wismar, Direktor des königlich-schwedischen Hofgerichts Greifswald